# رویداد ۲۸ ژانویه
رویداد ۲۸ ژانویه برپایهٔ منابع چینی، چینی ساده‌شده: 一·二八事变 یا رویداد شانگهای برپایهٔ منابع غربی، (۲۸ ژانویه تا ۳ مارس ۱۹۳۲) درگیری میان جمهوری چین و امپراتوری ژاپن پیش از آغاز رسمی خشونت‌های جنگ دوم چین و ژاپن در ۱۹۳۷ است. در منابع غربی به این رویداد، جنگ ۱۹۳۲ شانگهای (Shanghai War of 1932) نیز می‌گویند.

## رویداد

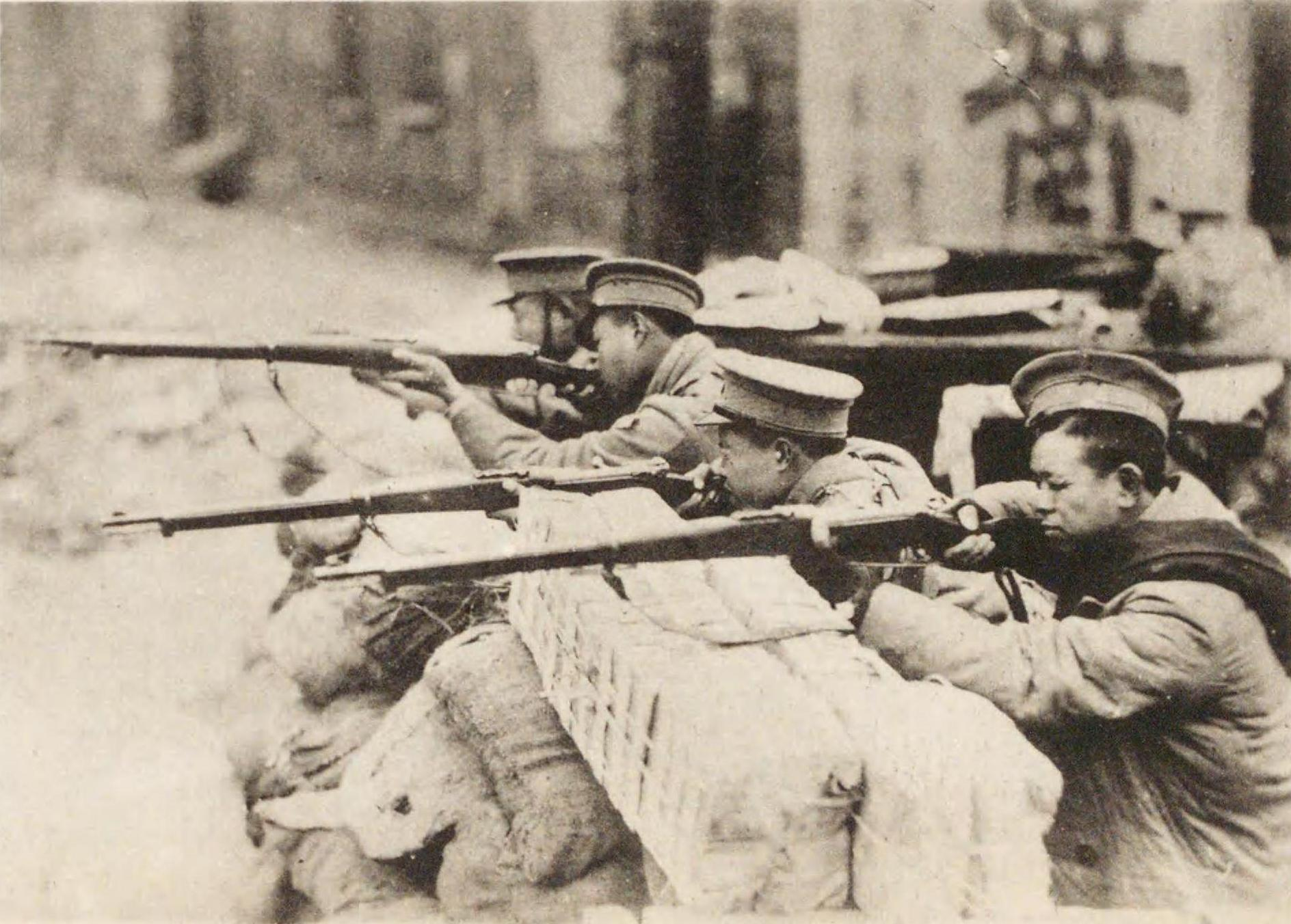
ارتش نوزدهم، در حال درگیری با ژاپنی ها در جبهه چاپی (Chapei)

پس از حادثه موکدن، ژاپن بخش گسترده‌ای از شمال غرب چین را در دست گرفت و دولت دست‌نشانده مانچوکوئو را ایجاد کرد اما ژاپن می‌خواست تأثیر کشورش را در چین بویژه در شانگهای که به همراه دولت‌های غربی حقوق اضافه تری داشت، افزایش دهد.
در ۱۸ ژانویه، پنج ژاپنی بودایی که عضو یک فرقهٔ ملی‌گرا بودند نزدیک کارخانهٔ سانیو (三友实业社) توسط چند چینی عصبانی به شدت کتک خوردند، یکی از آنها کشته شد در حالی که دو تن دیگر به شدت زخمی شدند. پس از چند ساعت عده ای کارخانه را آتش زدند.
هنگامی که افسران پلیس برای ساکت کردن ناآرامی به منطقه آمدند با آنها برخورد شد، یک افسر پلیس کشته شد و چندین تن دیگر زخمی شدند. این رویداد باعث شد تا اعتراض‌های ضد ژاپن و ضدسرمایه‌داری صورت بگیرد ساکنان چینی شانگهای در خیابان‌ها تظاهرات می‌کردند و درخواست بایکوت کالاهای ژاپنی را داشتند.
هنگامی که تخریب و اعتراض‌ها ادامه داشت پس از یک هفته تا ۲۷ ژانویه، ارتش ژاپن ۳۰ کشتی، ۴۰ هواپیما و نزدیک به ۷۰۰۰ سرباز را پیرامون خط ساحلی شانگهای در حالت آماده باش قرار داد. ژاپن به شانگهای اولتیماتوم داد که دولت چین دخالت فعال در این رویداد داشته باشد و هرگونه اعتراض ضد ژاپن را مدیریت کند، دولت چین اولتیماتوم را پذیرفت. با این حال در نیمه شب ۲۸ ژانویه هواگرد ناونشین ژاپنی، شانگهای را بمباران کرد.